# Titanoptilus serrulatus
Titanoptilus serrulatus is een vlinder uit de familie vedermotten (Pterophoridae). De wetenschappelijke naam van deze soort is voor het eerst geldig gepubliceerd in 1935 door Meyrick.
De soort komt voor in tropisch Afrika.